# Paradoja del gato y la mantequilla

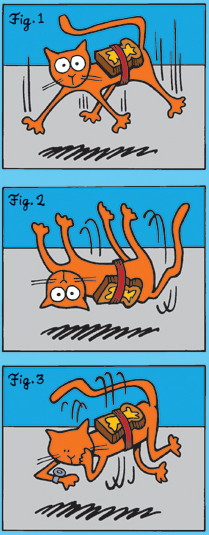
Un dibujo ilustrado del experimento mental.

La paradoja del gato y la mantequilla es una broma común basada en la combinación irónica de dos dichos comunes:
- Los gatos siempre aterrizan sobre sus pies
- Las tostadas con mantequilla siempre caen boca abajo.

La paradoja se alcanza cuando se considera que pasaría si uniéramos una tostada con mantequilla a un gato en el lomo y lo lanzáramos desde una gran altura. Algunos artistas han dibujado dicha paradoja, como John Frazee, que ganó un premio en 1993 en la revista Omni a la mejor paradoja. Muchas bromas y teorías mantienen que el experimento produciría un efecto de ingravidez.[cita requerida]
Se hizo un vídeo promocional para la marca Flying Horse en el que aparecía dicha paradoja